# إنت حبيبي وبس
إنت حبيبي وبس فيلم كوميدي مصري من إنتاج سنة 2019. الفيلم من إخراج أحمد البدري، وتأليف سيد السبكي، وإنتاج أحمد السبكي، ومن بطولة محمود الليثي، وبوسي، ومحمد ثروت، وصافيناز.

## ملخص القصة
في إطار كوميدي لايت تدور أحداث الفيلم حول الفنان المشهور (زيكو)، الذي يضطر للزواج من بوسي، بعد أن اشترط جدهما في وصيته زواجهما للحصول على الميراث والذي يبلغ خمسة مليون جنيه، ومع تطور الأحداث يتحول ارتباطهما إلى حب حقيقي.

## طاقم التمثيل
- محمود الليثي: (سيد عيادي "سيكو")[3]
- بوسي: (نغم عيد)
- محمد ثروت: (جمال كارتر)
- صافيناز: (الراقصة الأرمنية كيتي)
- نرمين ماهر: (دودو)
- هالة فاخر: (نعيمة)
- أحمد حلاوة: (عيد)
- محمد محمود: (عيادي)

## روابط خارجية
- إنت حبيبي وبس على موقع IMDb (الإنجليزية)
- إنت حبيبي وبس على موقع الدهليز
- إنت حبيبي وبس على موقع قاعدة بيانات الأفلام العربية
- إنت حبيبي وبس على موقع قاعدة بيانات الفيلم (الإنجليزية)
- إنت حبيبي وبس على موقع ليتربوكسد (الإنجليزية)
- إنت حبيبي وبس على موقع كينوبويسك (الروسية)